# Asia Pacifica
Per Asia Pacifica o Asia Pacifico (APAC) di solito s'intende l'insieme delle nazioni asiatiche ed oceaniane le cui coste sono bagnate dall'Oceano Pacifico.
     Stati dell'Asia Pacifica
Quest'elenco comprende:
- Australia
- Brunei
- Cambogia
- Cina
- Hong Kong
- Macao
- Taiwan
- Figi
- Indonesia
- Giappone
- Kiribati
- Corea del Nord
- Isole Salomone
- Thailandia
- Timor Est
- Tonga
- Tuvalu

- Corea del Sud
- Malaysia
- Isole Marshall
- Mongolia
- Birmania
- Micronesia
- Nauru
- Nuova Zelanda
- Palau
- Papua Nuova Guinea
- Filippine
- Samoa
- Singapore
- Vanuatu
- Vietnam
- Samoa Americane
- Guam

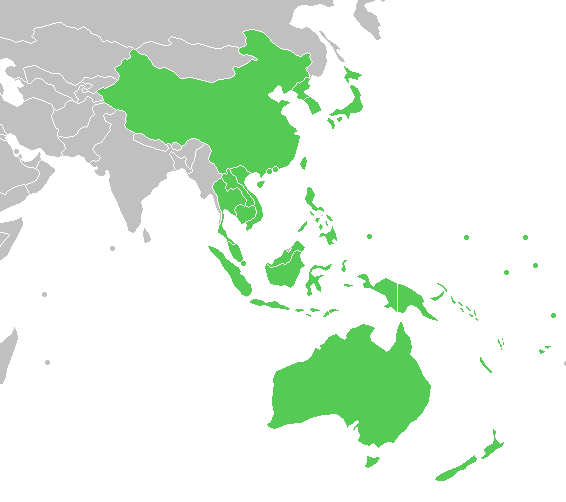
Stati dell'Asia Pacifica

- Isole Marianne Settentrionali

- Afghanistan
- Bangladesh
- Bhutan
- India
- Maldive
- Nepal
- Pakistan
- Sri Lanka
- Uzbekistan
- Kazakistan
- Kirghizistan
- Tagikistan
- Turkmenistan

- Iran
- Israele
- Arabia Saudita
- Palestina
- Iraq
- Kuwait
- Bahrein
- Qatar
- Emirati Arabi Uniti
- Oman
- Libano
- Giordania
- Siria
- Yemen
- Kurdistan

- Isole dello Stretto di Torres
- Hawaii
- Isola di Pasqua
- Bougainville
- Chuuk
- Isola di Natale
- Isole Cocos (Keeling)
- Isola Norfolk
- Isole Cook
- Polinesia francese
- Niue
- Isole Pitcairn
- Papua Occidentale
- Samoa
- Nuova Caledonia
- Tokelau
- Isola di Wake
- Wallis e Futuna
- Atollo di Midway
- Atollo Johnston
- Isola Howland
- Atollo Palmyra
- Scoglio Kingman
- Isola Jarvis
- Isola Baker
- Isole del Mar dei Coralli
- Isole Ashmore e Cartier
- Isole Heard e McDonald
- Isola Sala y Gómez